# Закиров, Рафаиль Шакурович
Рафаи́ль Шаку́рович Заки́ров (20 мая 1949 года, Казань, Татарская АССР, РСФСР, СССР — 18 июля 2020 года, Москва, Россия) — советский и российский военный лётчик, генерал-лейтенант. Заслуженный военный лётчик Российской Федерации (1992), лауреат премии МЧС России (1998). Один из создателей авиации МЧС России, руководил воздушными силами ведомства в 1995—2011 годах.

## Биография
Родился 20 мая 1949 года в Казани.
В 1968 году поступил в Сызранское высшее военное авиационное училище, которое окончил в 1972 году. В 1982 году окончил Военно-воздушную академию имени Ю. А. Гагарина.
Военная карьера Закирова в Военно-воздушных силах Вооружённых Сил СССР началась с должности командира вертолёта. В 1982 году был назначен на должность заместителя командира 162-го отдельного вертолетного полка ВВС в Туркестанском военном округе, в 1983 году — на должность заместителя командира 225-го отдельного вертолетного полка ВВС в Группе советских войск в Германии, а позже стал командиром данного полка.
В 1988—1989 годах являлся командиром 696-го отдельного исследовательского полка (Торжок), затем — заместителем начальника Центра боевого применения и переучивания летного состава. В 1989 году назначен на должность старшего инспектора — лётчика группы боевой подготовки Аппарата управления боевой подготовки ВВС.
В период с 1990 года по 1992 год занимал должности начальника группы боевой подготовки, начальника отдела, заместителя начальника боевой подготовки Управления начальника авиации Сухопутных войск. В 1992 году назначен на должность заместителя начальника боевой подготовки Управления командующего авиации Сухопутных войск.
В 1994—1995 годах являлся заместителем командующего миротворческих сил в Республике Таджикистан по авиации.
В 1995—2011 годах Закиров руководил авиацией МЧС России; 10 июля 1995 года был назначен на должность начальника Управления авиации МЧС России, в 1996 году — на должность начальника авиации МЧС России — директора Государственного унитарного авиационного предприятия. С 1997 года по 2004 год занимал должность начальника авиации — начальника Управления авиации МЧС России. 31 марта 2004 года был назначен на должность помощника министра (начальника авиации), а в декабре этого же года — на должность начальника авиации — начальника Управления авиации и авиационно-спасательных технологий МЧС, которую покинул 15 февраля 2011 года.
В 2014 году Закиров стал ведущим аналитиком группы советников начальника Генерального штаба Вооружённых Сил Российской Федерации. Являясь членом Клуба офицеров, созданного при Полномочном представительстве Республики Татарстан в Российской Федерации, вёл активную общественную деятельность и участвовал в патриотическом воспитании молодёжи. 
Скончался 18 июля 2020 года в Москве после тяжёлой продолжительной болезни. 21 июля 2020 года был похоронен с воинскими почестями на Федеральном военном мемориальном кладбище; проститься с Закировым пришли более двух тысяч человек, среди них — заместитель спикера Совета Федерации Ю. Л. Воробьёв, первый заместитель министра обороны Р. Х. Цаликов, первый заместитель руководителя МЧС А. П. Чуприян.

## Оценки деятельности

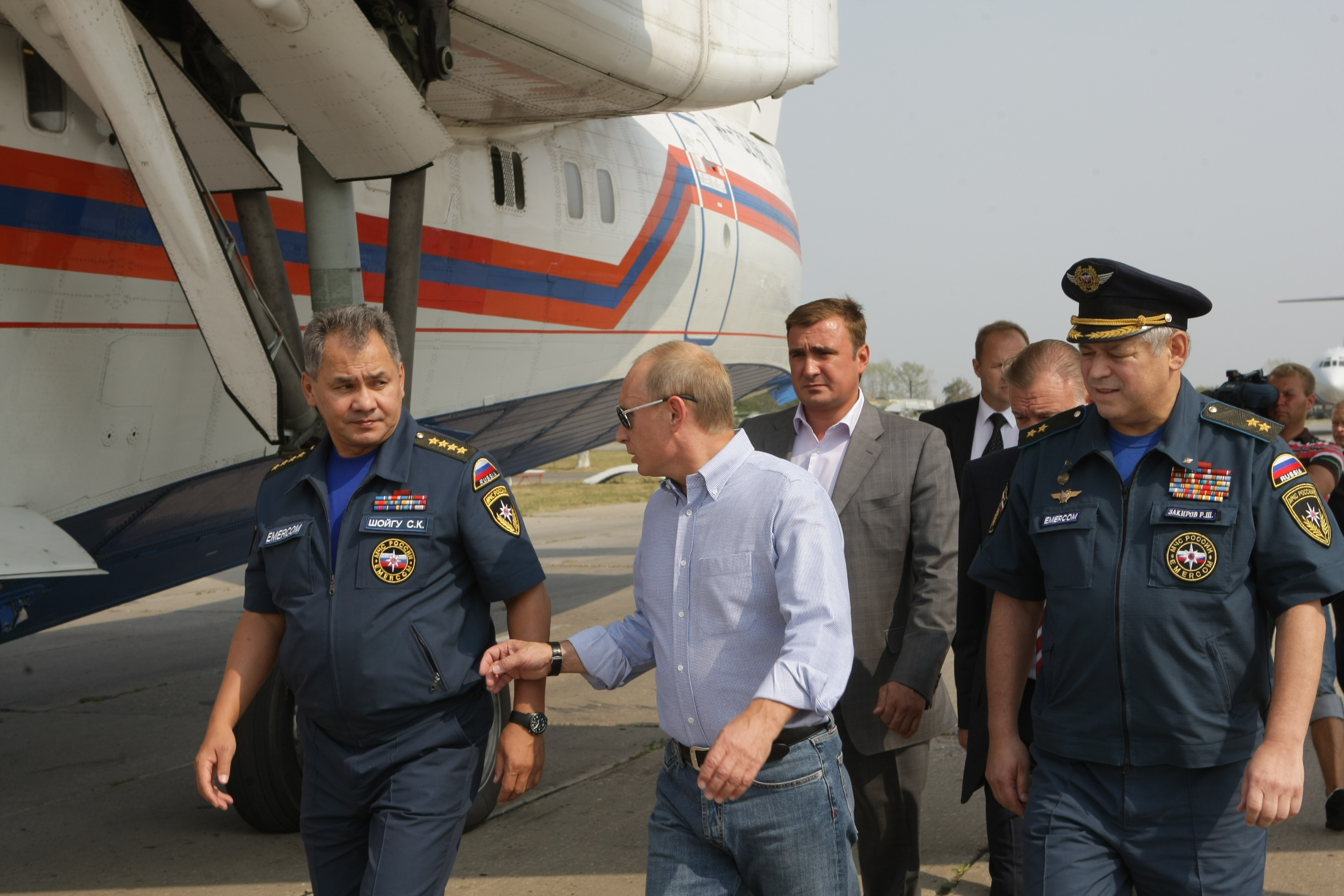
Закиров (крайний справа) во время рабочей поездки В. В. Путина в Рязанскую область, 10 августа 2010 года

Закиров считается одним из создателей авиации МЧС России. Информационное агентство «ТАСС» отмечало, что авиационное подразделение МЧС было создано Закировым с нуля, а «все принимаемые на вооружение министерства воздушные суда он тестировал лично». «Знания и опыт, полученные в Вооружённых Силах, позволили ему поставить на крыло новые типы спасательных самолётов и средств спасания, превратив авиацию МЧС в подразделение, способное выполнять самые ответственные задачи», — подчёркивалось в газете «Красная звезда». В период с 1995 года по 2011 год авиация МЧС России под руководством Закирова приняла участие более чем в 300 спасательных и гуманитарных операциях как в России, так и за рубежом.
К заслугам Закирова относят участие в разработке водосливных устройств для тушения пожаров и устройства для борьбы с разливами нефти, а также создание выливного авиационного прибора, предназначенного для установки на самолёт Ил-76 для тушения пожаров. При Закирове авиацией МЧС начал использоваться многоцелевой самолёт-амфибия Бе-200, причём первым освоил и совершил вылет на данном аппарате именно руководитель воздушных сил ведомства. СМИ отмечали, что именно Закиров осуществлял инструктаж В. В. Путина, принявшего участие в качестве второго пилота Бе-200 в тушении лесных пожаров в Рязанской области 10 августа 2010 года.
Заметным является вклад Закирова в развитие авиации МЧС в Республике Татарстан. «Татарстанцы никогда не забудут его внимательность к родной республике, помощь в создании республиканского филиала федерального государственного унитарного авиационного предприятия МЧС России», — отмечал президент Татарстана Р. Н. Минниханов. После освобождения Закирова от должности начальника Управления авиации и авиационно-спасательных технологий МЧС России в феврале 2011 года издание «Бизнес Online» охарактеризовало генерала как лоббиста интересов МЧС Республики Татарстан, а также отмечало, что именно благодаря его протекции в ноябре 2007 года МЧС РТ получило в пользование вертолёты Ми-8МТВ; в июле 2020 года «Бизнес Online» писал, что в республике Закирову «благодарны за поддержку авиационного отряда татарстанского МЧС».

## Награды
Удостоен ряда советских и российских государственных и ведомственных наград, среди них:
- орден «За заслуги перед Отечеством» IV степени[1];
- орден Мужества[1];
- орден «За военные заслуги»[1];
- орден Красной Звезды[1];
- звание «Заслуженный военный лётчик Российской Федерации» (16 августа 1992 года) — «за особые заслуги  в  освоении  авиационной  техники,  высокие показатели  в  воспитании  и  обучении  летных кадров и многолетнюю безаварийную летную работу в  военной  авиации»[1][18];
- премия МЧС России (1998)[1];
- ряд медалей[19];
- именное холодное и огнестрельное оружие[19];
- благодарность президента Республики Татарстан (2019)[10].

## Памятник
9 сентября 2022 года на въезде в аэропорт города Минеральные Воды был установлен первый в стране монумент авиаторам МЧС России, содержащий изображение Рафаиля Закирова.